# Copestylum nitidigaster
Copestylum nitidigaster är en tvåvingeart som först beskrevs av Hull 1937.  Copestylum nitidigaster ingår i släktet Copestylum och familjen blomflugor. Inga underarter finns listade i Catalogue of Life.